# Emmanuel Petit
Emmanuel Petit (Dieppe, Sena Marítim, 22 de setembre del 1970) és un exfutbolista professional francès, que va destacar com a migcampista. Va ser jugador de diversos clubs europeus, així com de la selecció de futbol de França.

## Trajectòria
Petit és recordat pel seu gol amb la selecció francesa contra el Brasil (3-0), en la final del Mundial de França 1998. Dos anys després, Petit va guanyar l'Eurocopa de 2000 a Bèlgica i els Països Baixos.
Com a jugador de club, en canvi, va perdre dues finals: la Recopa d'Europa del 1992 i la Copa de la UEFA del 2000. Després de guanyar la lliga i la copa de França amb l'AS Monaco, Petit va fitxar per l'Arsenal FC de Londres, on va aconseguir la copa i la lliga.
Posteriorment va passar a formar part de les files de l'FC Barcelona on no va arribar a triomfar, per a ser traspassat al Chelsea FC anglès on va acabar la seva carrera com a futbolista.

## Internacional
Va ser internacional amb la selecció de futbol de França en 63 partits marcant sis gols.

### Participacions en Copes del Món
Va ser internacional amb la selecció de futbol de França en 63 partits marcant sis gols.
| Mundial                        | Seu                  | Resultat     |
| ------------------------------ | -------------------- | ------------ |
| Copa Mundial de Futbol de 1998 | França               | Campió       |
| Copa Mundial de Futbol de 2002 | Corea del Sud i Japó | Primera fase |

## Clubs
| Club         | País       | Any       |
| ------------ | ---------- | --------- |
| AS Mònaco    | França     | 1988-1997 |
| Arsenal FC   | Anglaterra | 1997-2000 |
| FC Barcelona | Espanya    | 2000-2001 |
| Chelsea FC   | Anglaterra | 2001-2004 |

## Palmarès

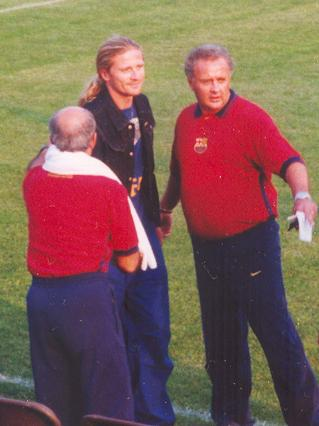
Petit durant la seva etapa al Barcelona.

### Campionats nacionals
| Títol             | Club       | País       | Anyo |
| ----------------- | ---------- | ---------- | ---- |
| Copa de França    | AS Monaco  | França     | 1991 |
| Ligue 1           | AS Mònaco  | França     | 1997 |
| FA Premier League | Arsenal FC | Anglaterra | 1998 |
| FA Cup            | Arsenal FC | Anglaterra | 1998 |

### Copes internacionals
| Títol                  | Club              | País                    | Anyo |
| ---------------------- | ----------------- | ----------------------- | ---- |
| Copa Mundial de Fútbol | Selecció francesa | França                  | 1998 |
| Eurocopa               | Selecció francesa | Bèlgica i Països Baixos | 2000 |

(*) Incloent la Selecció

### Distincions individuals
| Distinció     | Any  |
| ------------- | ---- |
| Legió d'honor | 1998 |